# Aaron Hitz
Aaron Hitz (* 1984 in Baden AG) ist ein Schweizer Schauspieler und Hörspielsprecher.

## Leben
Hitz ist in Mellingen AG aufgewachsen und spielte schon in der Bezirksschule und der Kantonsschule Baden Theater. 2005 bis 2008 studierte er Schauspiel an der Hochschule der Künste Bern.
2008 bis 2010 war er festes Ensemblemitglied am Theater Orchester Biel Solothurn. Seit 2010 ist er freischaffender Schauspieler, u. a. am Theater Basel, Schauspielhaus Zürich, Theater Kanton Zürich und am Luzerner Theater. Neben seiner Theaterarbeit wirkt er in Fernseh- und Kinoproduktionen mit. Ausserdem ist er tätig als Sprecher für Hörspiele und Hörbücher.
Er wohnt in Zürich.

## Filmografie (Auswahl)
- 2011: Sommerspiele (Giochi d’estate)
- 2011: One Way Trip 3D
- 2012: Der Heiratsschwindler und seine Frau
- 2012: Tatort: Hanglage mit Aussicht
- 2012: Der Teufel von Mailand
- 2013: Der Bestatter (Fernsehserie, Folge 1x03 Von null auf hundert)
- 2014: Akte Grüninger
- 2014: Der Kreis
- 2015: Usfahrt Oerlike
- 2015: Tatort: Ihr werdet gerichtet
- 2018: Tatort: Die Musik stirbt zuletzt
- 2019: Zwingli
- 2019: Tatort: Der Elefant im Raum
- 2022: Die Beschatter (Fernsehserie, Folge 1x04 Gib jedem eine Chance)
- 2023: Tatort: Seilschaft
- 2023: Bon Schuur Ticino
- 2024: Friedas Fall

## Hörspiele (Auswahl)
- 2014: Timo Koch: D Nacht wo de Juri verschwunden isch (Tom) – Regie: Johannes Mayr (Original-Hörspiel – SRF)
- 2016: Günter Senkel, Feridun Zaimoglu: Die Entführung aus dem Serail (Fürst Selim Bassa) – Komposition: Wolfgang Amadeus Mozart; Regie: Susanne Janson (Hörspielbearbeitung – SRF)
- 2016: Martin Städeli: Schreckmümpfeli: Humankapital (Lorenz Strebel) – Regie: Mark Ginzler (Originalhörspiel – SRF)
- 2016: Walter Millns: Schreckmümpfeli: Der praktische Nachbar (Erzähler / Corsin) – Regie:Päivi Stalder (Originalhörspiel, Kriminalhörspiel – SRF)
- 2017: Elise Wilk: Die grüne Katze (Boogie) – Bearbeitung und Regie: Päivi Stalder (Hörspielbearbeitung – SRF)
- 2017: Heinz Stalder: Die sieben Brüder (Simeoni) – Regie: Päivi Stalder (Hörspielbearbeitung – SRF)
- 2017: Dino Buzzati: Giro `49 (Coppi) – Bearbeitung und Regie: Wolfram Höll (Hörspiel – SRF)
- 2017: Alfred Bodenheimer: Kains Opfer (Gideon Meyer) – Regie: Buschi Luginbühl (Hörspielbearbeitung – SRF)
- 2017: Matteo Baldi, Nadja Geisser, Milena Keller, Lara Schaefer, Luisa Tschannen, Alexandra Zysset: Spazieren muss ich unbedingt – Regie: Susanne Janson (Hörspielbearbeitung – SRF)
- 2018: Alfred Bodenheimer: Ihr sollt den Fremden lieben (Gideon Meyer) – Regie: Buschi Luginbühl (Hörspielbearbeitung – SRF)
- 2018: Simona Ryser: Bonnie und Clyde. Nach einer wahren Geschichte (Raymond/Zeitungsmann) – Regie: Simona Ryser (Hörspielbearbeitung – SRF)
- 2018: Stephan Mathys: Alles für d`Chatz (Markus) – Regie: Kamil Krejčí (Hörspiel – SRF)
- 2019: Axel Zierer: Schreckmümpfeli: Der Abendspaziergang (Marcel) – Regie: Päivi Stalder

(Originalhörspiel – SRF)
- 2019: Bruno Klimek: Schreckmümpfeli: Frühstück (Walter) – Regie: Päivi Stalder (Originalhörspiel, Kriminalhörspiel – SRF)
- 2020: Sibylle Burkart, Päivi Stalder: Grauen 1: Geistergeschichten (Phil) – Dramaturgie und Regie: Wolfram Höll (Originalhörspiel – SRF)
- 2020: Indiana Joan: Grauen 3: 911 Calling (Phil) – Regie: Wolfram Höll (Originalhörspiel – SRF)
- 2020: Wolfram Höll, Simone Karpf: Grauen 6: Babysitter (Phil) – Regie: Susanne Janson (Originalhörspiel – SRF)
- 2020: Klaus Enser-Schlag: Schreckmümpfeli: Gift und Galle (Amadeus) – Regie: Diana Rojas-Feile (Originalhörspiel, Kriminalhörspiel – SRF)
- 2021: Lucille Fletcher: Grauen 4: Autostopp ins Jenseits (Phil) – Regie: Susanne Janson (Originalhörspiel – SRF)
- 2021: Andri Bänziger: Grauen 5: Guetnachtgschichtli (Phil) – Regie: Susanne Janson (Originalhörspiel – SRF)
- 2021: Stephan Pörtner: Spitzeltanz (Alexander Hübscher alias Alex Schmid alias Lexi) – Dramaturgie und Regie: Reto Ott

```
(Originalhörspiel, Kriminalhörspiel – SRF)
```

- 2022: Daniel Lorenz: Schreckmümpfeli: Cave Canem (Veit) – Regie: Päivi Stalder (Originalhörspiel – SRF)
- 2022: Sabina Altermatt: Schwimmen lernen (Mirko) – Bearbeitung und Regie: Karin Berri (Originalhörspiel – SRF)

Quelle: Internetdatenbank HörDat

## Auszeichnungen
- 2009: Nachwuchsförderpreis der Armin-Ziegler-Stiftung[5]